# Fosse/Verdon
Fosse/Verdon is een Amerikaanse biografische miniserie uit 2019. De achtdelige reeks is gebaseerd op het boek Fosse (2013) van auteur Sam Wasson en focust op de relatie tussen regisseur en choreograaf Bob Fosse en actrice en danseres Gwen Verdon.
Michelle Williams werd voor haar rol als Gwen Verdon bekroond met een Emmy Award en Golden Globe.

## Verhaal
Bob Fosse is een invloedrijke choreograaf. De film- en theatermaker heeft zowel een professionele als romantische relatie met de getalenteerde Broadway-danseres Gwen Verdon. Gedurende de jaren 1960 en '70 werken ze aan succesvolle producties als Cabaret en All That Jazz, maar ontrouw en verschil in succes, status en erkenning zorgen ervoor dat hun relatie meermaals ontspoort.

## Rolverdeling
| Acteur            | Personage        |
| ----------------- | ---------------- |
| Sam Rockwell      | Bob Fosse        |
| Michelle Williams | Gwen Verdon      |
| Margaret Qualley  | Ann Reinking     |
| Norbert Leo Butz  | Paddy Chayefsky  |
| Aya Cash          | Joan Simon       |
| Nate Corddry      | Neil Simon       |
| Susan Misner      | Joan McCracken   |
| Bianca Marroquín  | Chita Rivera     |
| Kelli Barrett     | Liza Minnelli    |
| Evan Handler      | Harold Prince    |
| Rick Holmes       | Fred Weaver      |
| Paul Reiser       | Cy Feuer         |
| Ethan Slater      | Joel Grey        |
| Byron Jennings    | George Abbott    |
| Laura Osnes       | Shirley MacLaine |
| Brandon Uranowitz | Dustin Hoffman   |
| Tyler Hanes       | Jerry Orbach     |

## Productie
De reeks werd gebaseerd op de biografie Fosse van auteur Sam Wasson. Lin-Manuel Miranda en Thomas Kail, respectievelijk de bedenker en regisseur van de succesvolle musical Hamilton, werden als uitvoerend producent bij het project betrokken. Miranda was als ex-klasgenoot van Wasson vertrouwd met diens biografie. Later werd ook toneelschrijver Steven Levenson als uitvoerend producent in dienst genomen. Kail zou uiteindelijk ook vijf afleveringen van de miniserie regisseren.
In juli 2018 raakte bekend dat FX het boek zou omvormen tot een achtdelige miniserie met Sam Rockwell en Michelle Williams als hoofdrolspelers. In november 2018 werd de cast uitgebreid met onder meer Margaret Qualley, Norbert Leo Butz, Aya Cash, Paul Reiser en Evan Handler. De opnames gingen in november 2018 van start in New York en eindigden in maart 2019.
Op 9 april 2019 ging Fosse/Verdon in première op FX.

## Afleveringen
| # | Titel aflevering           | Regie          | Scenario                     | Uitzenddatum  |
| - | -------------------------- | -------------- | ---------------------------- | ------------- |
| 1 | "Life Is a Cabaret"        | Thomas Kail    | Thomas Kail, Steven Levenson | 9 april 2019  |
| 2 | "Who's Got the Pain?"      | Thomas Kail    | Steven Levenson              | 16 april 2019 |
| 3 | "Me and My Baby"           | Adam Bernstein | Debora Cahn                  | 23 april 2019 |
| 4 | "Glory"                    | Jessica Yu     | Tracey Scott Wilson          | 30 april 2019 |
| 5 | "Where Am I Going?"        | Thomas Kail    | Charlotte Stoudt             | 7 mei 2019    |
| 6 | "All I Care About Is Love" | Minkie Spiro   | Ike Holter                   | 14 mei 2019   |
| 7 | "Nowadays"                 | Thomas Kail    | Joel Fields, Steven Levenson | 21 mei 2019   |
| 8 | "Providence"               | Thomas Kail    | Joel Fields, Steven Levenson | 28 mei 2019   |

## Prijzen en nominaties
| Jaar | Prijs         | Categorie                                 | Genomineerde(n)              | Uitslag     |
| ---- | ------------- | ----------------------------------------- | ---------------------------- | ----------- |
| 2019 | Emmy Awards   | Beste miniserie                           | Beste miniserie              | Genomineerd |
| 2019 | Emmy Awards   | Beste acteur in een miniserie             | Sam Rockwell                 | Genomineerd |
| 2019 | Emmy Awards   | Beste actrice in een miniserie            | Michelle Williams            | Gewonnen    |
| 2019 | Emmy Awards   | Beste vrouwelijke bijrol in een miniserie | Margaret Qualley             | Genomineerd |
| 2019 | Emmy Awards   | Beste regie (miniserie)                   | Thomas Kail                  | Genomineerd |
| 2019 | Emmy Awards   | Beste regie (miniserie)                   | Jessica Yu                   | Genomineerd |
| 2019 | Emmy Awards   | Beste scenario (miniserie)                | Joel Fields, Steven Levenson | Genomineerd |
| 2020 | Golden Globes | Beste miniserie                           | Beste miniserie              | Genomineerd |
| 2020 | Golden Globes | Beste acteur in een miniserie             | Sam Rockwell                 | Genomineerd |
| 2020 | Golden Globes | Beste actrice in een miniserie            | Michelle Williams            | Gewonnen    |